# مونيكا أولترا
مونيكا أولترا هي سياسية إسبانية تشغل حاليًا منصب نائب الرئيس والمتحدث الرسمي ووزير المساواة والسياسات الشاملة في حكومة فالنسيا.
عملت مونيكا أولترا كواحدة من القادة الرئيسيين للحزب السياسي مبادرة شعب فالنسيا (ائتلاف الالتزام)، وهو تحالف مثلته في برلمان فالنسيا يمثل مقاطعة فالنسيا منذ عام 2007. حاصلة على درجة البكالوريوس في القانون من جامعة فالنسيا. إلى جانب كونها سياسية تعمل أيضًا كمحامية.